# 28019 Warchal
28019 Warchal este un asteroid din centura principală de asteroizi.

## Descriere
28019 Warchal este un asteroid din centura principală de asteroizi. A fost descoperit pe 14 ianuarie 1998 la Observatorul din Ondřejov de Lenka Šarounová. Asteroidul prezintă o orbită caracterizată de o semiaxă mare de 2,25 ua, o excentricitate de 0,12 și o înclinație de 4,8° în raport cu ecliptica.